# Stade du Petit-Bois
Stade du Petit-Bois – stadion sportowy w Charleville-Mézières, we Francji. Został otwarty 15 lipca 1927 roku. Może pomieścić 3000 widzów. Swoje spotkania rozgrywają na nim piłkarze klubu OFC Charleville.
Stadion został zainaugurowany 15 lipca 1927 roku, kiedy to odbył się na nim finisz 22. etapu wyścigu kolarskiego Tour de France. Odtąd finisze etapowe Tour de France odbywały się na stadionie corocznie, aż do roku 1937. Boisko stadionu pierwotnie otoczone było profilowanym torem kolarskim, który obecnie już nie istnieje. Dawniej na obiekcie wielokrotnie odbywał się również finisz biegu Sedan-Charleville. Na stadionie swoje spotkania rozgrywają piłkarze klubu OFC Charleville, którzy w przeszłości występowali na drugim poziomie rozgrywkowym, raz (w 1936 roku) dotarli też do finału Pucharu Francji.